# بوکوویه (استان اوپوله)
بوکوویه (به لهستانی: Bukowie) یک منطقهٔ مسکونی در لهستان است که در گمینا ویلکوو (استان اوپوله) واقع شده‌است.